# Aaletajärvi
Aaletajärvi är en sjö i Finland. Den ligger i kommunen Enontekis i landskapet Lappland, i den norra delen av landet, 1 000 km norr om huvudstaden Helsingfors. Aaletajärvi ligger 461,7 meter över havet. Omgivningarna runt Aaletajärvi är i huvudsak ett öppet busklandskap. Arean är 64,2 hektar och strandlinjen är 4,54 kilometer lång. Sjön  ingår i Kemi älvs huvudavrinningsområde. 